# Amarelo ao óleo DE
Amarelo ao óleo DE é um corante azóico sintético amarelo-esverdeado que tem a aparência de um pó amarelo-avermelhado. É classificado com o número EINECS 219-616-8.
Quimicamente é N,N-dietil-p-(fenilazo)anilina, C16H19N3. Sua estrutura molecular é similar ao corante amarelo solvente 124, usado como um corante de combustível na União Europeia, e ao corante amarelo de anilina.
É solúvel em acetona, acetato de butila, tolueno e etanol.

## Usos
É usado para colorir solventes hidrocarbonetos, óleos, gorduras e graxas, notavelmente gasolina, óleo mineral e polidores de sapato, e resinas de poliestireno.
Em pirotécnica, é usado em algumas fumaças coloridas amarelas.